# Răstoci, Sălaj
Răstoci (în maghiară Hosszúrév) este un sat în comuna Ileanda din județul Sălaj, Transilvania, România.
Atestare documentară: 1530 Rosztoczfalva.